# Bokkepura, Chamarajanagar
Bokkepura là một làng thuộc tehsil Chamarajanagar, huyện Chamarajanagar, bang Karnataka, Ấn Độ.